# Grammonota trivittata
Grammonota trivittata là một loài nhện trong họ Linyphiidae.
Loài này thuộc chi Grammonota. Grammonota trivittata được Richard C. Banks miêu tả năm 1895.